# Antanas Sniečkus
Antanas Sniečkus (vyslov: [Sněčkus]) (7. ledna 1903, Būbleliai, okres Šakiai, Ruské impérium (dnes na území Litvy) – 22. ledna 1974 v Druskininkai) byl politik, spolupracující s režimem SSSR; od mládí člen Komunistické strany, dlouholetý vůdce Komunistické strany Litvy (litevská zkr.: LKP (Lietuvos Komunistų Partija) (1936 – 1974), Hrdina socialistické práce SSSR (1973). Jediný vůdce ze všech Sovětských republik, který se udržel v sovětské politice jak za Stalina, tak za N. Chruščova i za L. Brežněva.

## Životopis
Antanas Sniečkus vyrůstal v rodině bohatých sedláků. Otec, jakožto vzdělanější, byl volen staršinou gubernie. Za I. světové války se jeho rodiče uchýlili do Ruska, a Sniečkus studoval na Voroněžském gymnáziu. Roku 1917 se vrátil do Litvy.
Roku 1921 byl zatčen za protistátní komunistickou činnost, ale pro nedostatek důkazů byl po několika měsících propuštěn. Po doporučení ÚV KS Litvy v červenci 1921 nelegálně emigroval do Ruska a až do roku 1925 bydlel ve Smolensku. Ve Smolensku absolvoval Fakultu pracujících, v tiskárně ÚV KS Litvy byl redaktorem různých tiskovin, zúčastnil se operací Части особого назначения (rus.: časti osobovo naznačenija oddíly speciálního určení – neplést s "Osnaz" nebo "OMON"!) proti kverulantským sedlákům a jiným "protisovětským elementům". Předpokládá se, že v Sovětském svazu nebyl jen pouhým politickým emigrantem, ale i stranickým agentem SSSR pro boj proti "buržoazní Litvě".[zdroj⁠?!] Ve Smolensku byl znám pod falešným jménem Ivan Aleksandrovič Bogomolov.
Roku 1924 se Sniečkus stal zástupcem Z. Angarietise (Alexy), což byl první zodpovědný stranický post, který mu otevřel dveře (spolu s podporou V. Kapsuka) k další politické kariéře. Roku 1925 vstoupil do moskevského Plechanovova institutu lidového hospodářství a zároveň pracoval v zastupitelství výkonného výboru KS Litvy při Kominterně. Po popravě zastřelením čtyř vedoucích straníků KS Litvy ("Komunardů" – Karolis Požėla – toho měl nahradit ve funkci -, Juozas Greifenbergeris, Kazys Giedrys, Rapolas Čarnas) s cílem posílit organizační jádro LKP, Moskva k nelegální politické "práci" do Litvy vyslala několik spolehlivých lidí, mezi nimi i Sniečkuse. Po nelegálním přechodu hranice byl 6. ledna 1927 kooptován do členstva ÚV KS Litvy a zvolen členem ÚV, odpovědným za agitačně-propagandistickou a organizační práci. Prakticky to byla funkce prvního tajemníka ÚV, fakticky jím byl "zvolen" roku 1936 a s nepatrnou přestávkou jím byl až do roku 1974.
KS Litvy, která odsuzovala nezávislost Litvy a neuznávala litevskou ústavu, jednající ve prospěch cizího státu, byla postavena mimo zákon a neustále pronásledována. Tomu se nevyhnul ani Sniečkus. Poprvé byl odsouzen na 15 let, ale ve vězení pobyl 1930 – 1933, potom vyšel na svobodu výměnou za litevské politické vězně v SSSR a podruhé na 8 let (fakticky prosinec 1939 – červen 1940 – propuštěn, když začala okupace). Předpokládá se, že toto uvěznění si zvolil úmyslně.[zdroj⁠?!]
Dne 21. května 1937 byl Sniečkus s kolegy povolán do Moskvy. Ve Výkonném Výboru Kominterny byla přijata rezoluce „O organizačních otázkách“, kde byly plánovány prověrky a čistky ve všech orgánech ÚV KS Litvy, okresních organizacích KSL a kaunaského městského výboru KSL v termínu 6 měsíců. V konfidenciálním pohovoru s jedním z tajemníků kominterny M. Trilisserem bylo "doporučeno" přerušit veškeré styky s většinou litevských komunistů. Na přímý rozkaz J.V.Stalina byla v roce 1938 rozpuštěna KS Polska, provedeny čistky a výměny ve vedení KS Estonska, Lotyšska, Jugoslávie, Rumunska, Československa, Maďarské Strany Práce a KS jiných zemí. 27. března 1938 byl zatčen Z. Angarietis (Alexa). Podobného osudu se dočkala většina litevských politických emigrantů v Sovětském Svazu.
Po těchto akcích roku 1938 byly vztahy mezi KS Litvy a Kominternou – VKS(b) bezmála úplně přerušeny (až do roku 1940). V tomto období se o Sniečkuse začaly zajímat orgány NKVD SSSR. Sniečkus se skrýval i před litevskou policií i před NKVD, ale v červnu – červenci roku 1940 byla KS Litvy neoficiálně rehabilitována a její pohlaváři dosazeni do vedoucích postů.
Protože uvěřil v nezbytnost "osvobozující" úlohy Sovětského proletariátu, vždy podporoval Sovětský Svaz a nedovedl si představit Litvu mimo poručenství SSSR. "Ano, jsme na straně Sovětského Svazu." prohlásil Sniečkus v lavici obžalovaných roku 1931, "Nebudeme litovat sil ani životů, abychom jej – Vlast pracujících celého světa – ubránili!". Panoval názor, že vyřešit všechny otázky, které Litvě vzniknou (dokonce i uskutečnit sociální revoluci), bude možné jen za pomoci velikého státu nebo národa, v tomto případě Sovětského Svazu.
Sniečkus se oženil se svojí spolubojovnicí, Židovkou Mirou Bordonaitė (byla také velmi dlouho vězněna pro politickou činnost) a měli spolu syna Vlada a dceru Marytė.

## Okupace roku 1940
Dne 19. června 1940 se Sniečkus stal ředitelem Oddělení Státní bezpečnosti (VSD – Valstybės saugumo departamentas). To jen potvrdilo předem naprogramovanou kolaborantskou úlohu litevských komunistů v sovětských okupačních strukturách oblastní vlády. Pravda je, že tím byl značně zklamán.[zdroj⁠?!] Protože věděl o osudech pohlavárů této organizace, byl přesvědčen, že to souvisí se záměrem L. Beriji jej zlikvidovat. Ale osud byl k němu milosrdný. 15. srpna 1940 byl povolán ke stranické práci a zvolen generálním tajemníkem ÚV KS Litvy. V této funkci začal organizovat první masová vyhnanství litevského obyvatelstva (především inteligence) (jen dne 14. června 1941 bylo uvězněno více než 30 000 civilních obyvatel, mezi nimi žen a dětí). Do vyhnanství na Sibiř poslal dokonce svého vlastního bratra s rodinou, kde také bratr zemřel. Roku 1944 na Západ utekla jeho babička, jeho dva bratři a tři sestry.

## Poválečná léta
Po návratu ze SSSR (1944) pokračoval Sniečkus v organizování masových deportací litevského obyvatelstva (celkem bylo deportováno kolem jedné třetiny litevského obyvatelstva). V roce 1948 započal násilnou kolektivizaci v zemědělství (kolchozy a sovchozy) za pomoci teroru, vražd a deportací.[zdroj⁠?!] K roku 1952 byla již naprostá většina zemědělského hospodářství kolektivizována. Zemědělská produkce (a zároveň i její kvalita) dramaticky poklesla na úroveň podobnou jako v ostatních sovětských republikách. Když prvním tajemník ÚV KSSS N. Chruščov dal svým programem amnestie propustit miliony vězňů Gulagu a umožnit návrat vyhnancům, zakázal Sniečkus většině z nich návrat do Litvy. Tito amnestovaní se proto stali bezprizorní a museli tedy hledat útočiště v jiných teritoriích SSSR – většinou zůstat na Sibiři. Ze všech sovětských republik se takovou přísností vyznamenal jediný Sniečkus.
Sniečkus byl důslednějším potíratelem církve a církevních svátků než většina ostatních vedoucích činitelů SSSR. Byl vyznamenán 11 sovětskými řády (mj. 8× Leninův řád).
Zemřel 22. ledna 1974, dle dobového tisku „za pobytu v sanatoriu v Druskininkai, v čekárně u holiče na náhlou příhodu srdeční“.

## Kult
Po jeho smrti bylo jeho jménem nazváno prakticky nově vzniklé (původě zde bylo jen pár osad, město vyrostlo pro zaměstnance Ignalinské jaderné elektrárny) město Sniečkus, dnešní Visaginas.